# 电讯报 (杂志)
《电报报》杂志（英語：The Telegraph Magazine）是一份粉丝向期刊，主要介绍鲍勃·迪伦（Bob Dylan）以及与迪伦有关的音乐家。1981年11月至1997年“冬季”（大概是最后一个季度）期间，该杂志在英国曼彻斯特出版发行，共计56期。彼一时期，它的发行量约为3500，其中，英格兰约占一半。到1983年，该杂志大约每两个月出一期，按月标明日期；此后，每期按年份和四季之一发行特刊；每年出三期或四期，直到最后两年，共出三期。
该杂志的创始人、出版商和主要作者是约翰·鲍尔迪（John Bauldie），他于1996年辞世；有一个关于该期刊和15本与迪伦有关的书籍的网站，其中13本由《电讯报》出版，还有两本选集主要由《电讯报》的文章组成——根据国家不同，每本都有多个出版商。在杂志网站上，鲍尔迪称迪伦是《电讯报》的忠实读者。